# Associazione Calcio Perugia 1964-1965
Questa voce raccoglie le informazioni riguardanti l'Associazione Calcio Perugia nelle competizioni ufficiali della stagione 1964-1965.

## Rosa
| N. |                   | Ruolo | Calciatore           |
| -- | ----------------- | ----- | -------------------- |
|    | Italia (bandiera) | C     | Vittorio Baroncini   |
|    | Italia (bandiera) | A     | Francesco Bertolazzi |
|    | Italia (bandiera) | P     | Lamberto Boranga     |
|    | Italia (bandiera) | C     | Mario Bulli          |
|    | Italia (bandiera) | A     | Pietro Fiorindi      |
|    | Italia (bandiera) | A     | Dante Fortini        |
|    | Italia (bandiera) | C     | Eros Lolli           |
|    | Italia (bandiera) | A     | Benito Moratelli     |
|    | Italia (bandiera) | C     | Romano Morosi        |

| N. |                   | Ruolo | Calciatore         |
| -- | ----------------- | ----- | ------------------ |
|    | Italia (bandiera) | C     | Oriano Nenci       |
|    | Italia (bandiera) | D     | Sergio Nicchi      |
|    | Italia (bandiera) | C     | Luciano Redegalli  |
|    | Italia (bandiera) | A     | Giancarlo Roffi    |
|    | Italia (bandiera) | C     | Massimo Roscini    |
|    | Italia (bandiera) | D     | Gaudenzio Trentini |
|    | Italia (bandiera) | C     | Giovanni Troiani   |
|    | Italia (bandiera) |       | Zanelli            |